# Лучано Лучі
Лучано Лучі (італ. Luciano Luci, нар. 2 серпня 1949, Кампілья-Мариттіма) — колишній італійський арбітр, обслуговував матчі італійських національних змагань та турнірів під егідою УЄФА. З 2015 року — голова Комітету арбітрів Української асоціації футболу.

## Біографія
Лучано розпочав свою кар'єру як арбітр у сезоні 1968/69. Він обслуговував 107 матчів в Серії B і 105 — в Серії А. В елітному італійському дивізіоні дебютував 12 травня 1985 року в зустрічі «Мілана» і «Лаціо» (2:0).
У 1994 році судив фінал Кубка Італії, в якому «Сампдорія» з рахунком 6:1 перемогла «Анкону». Всього відпрацював одинадцять сезонів в Серії А, закінчивши свою діяльність по завершенні сезону 1993/94 через досягнення пенсійного віку.
З 2010 року він був призначений асистентом П'єрлуїджі Колліни, який став куратором суддівського корпусу ФФУ.
18 червня 2015 року був призначений головою Комітету арбітрів Української асоціації футболу.
23 серпня 2021 року потрапив в ДТП за участю депутата Олександра Трухіна. Після аварії (його авто стукнув ззаду автомобіль Трухіна) потрапив до лікарні.